# Fondation Nikola Spasić
La fondation Nikola Spasić (en serbe cyrillique : Задужбина Николе Спасића ; en serbe latin : Zadužbina Nikole Spasića) est une institution de bienfaisance située à Belgrade, la capitale de la Serbie, dans la municipalité de Stari grad. En raison de son importance architecturale, le bâtiment qui l'abrite, construit en 1889, figure sur la liste des monuments culturels de grande importance de la république de Serbie et sur la liste des biens culturels de la ville de Belgrade.

## Histoire

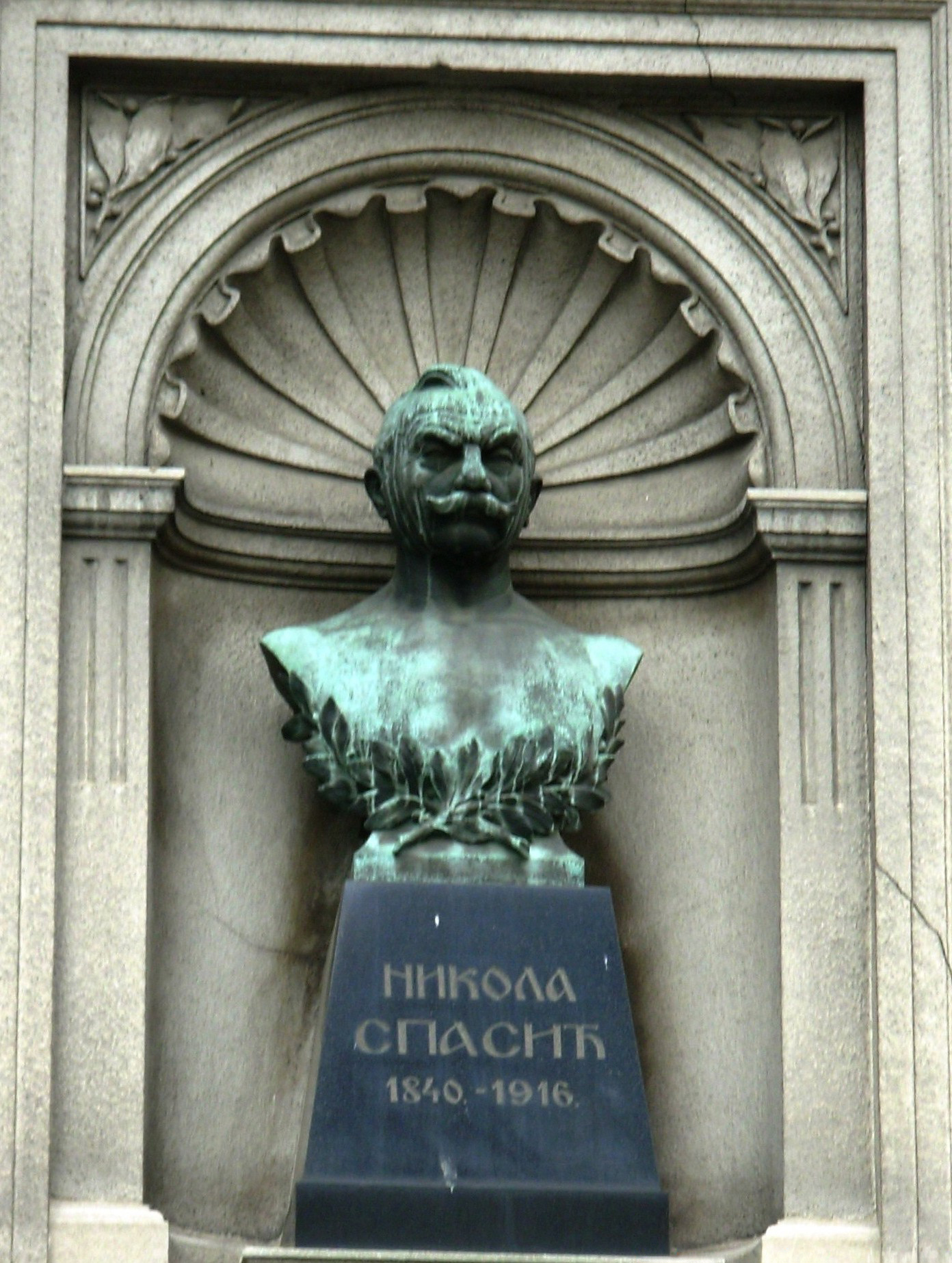
Buste de Nikola Spasić, bâtiment de la rue Knez Mihailova.

La fondation a été créée par le marchand et philanthrope Nikola Spasić (1838-1916) qui lui a légué ses biens dans son testament rédigé en 1912, notamment pour construire des hôpitaux mais aussi « pour acheter la plus grosse cloche de l'église de Saint-Sava quand elle serait construite ».

## Architecture
Le bâtiment de la Fondation se trouve au no 33 de la rue Knez Mihailova. Il a été construit en 1889. sur des plans de l'architecte Konstantin Jovanović, pour servir de résidence privée et d'établissement commercial au riche marchand Nikola Spasić. Il est constitué d'un sous-sol, d'un rez-de-chaussée et de deux étages ; les ailes du bâtiment forment une cour carrée. Le rez-de-chaussée servait de partie commerciale, tandis que les étages étaient réservés au logement et aux pièces de réception,.
La structure de l'ensemble et le traitement des façades constituent un exemple du style académique à Belgrade. La façade principale, est symétrique ; la partie centrale est surmontée d'un dôme, tandis que les deux extrémités forment une avancée et sont chacune également dominées par un dôme,. La maison est constituée de briques et de mortier de chaux ; elle est traversée par des poutres, tandis que les plafonds sont faits de briques, formant des voûtes à la prussienne.

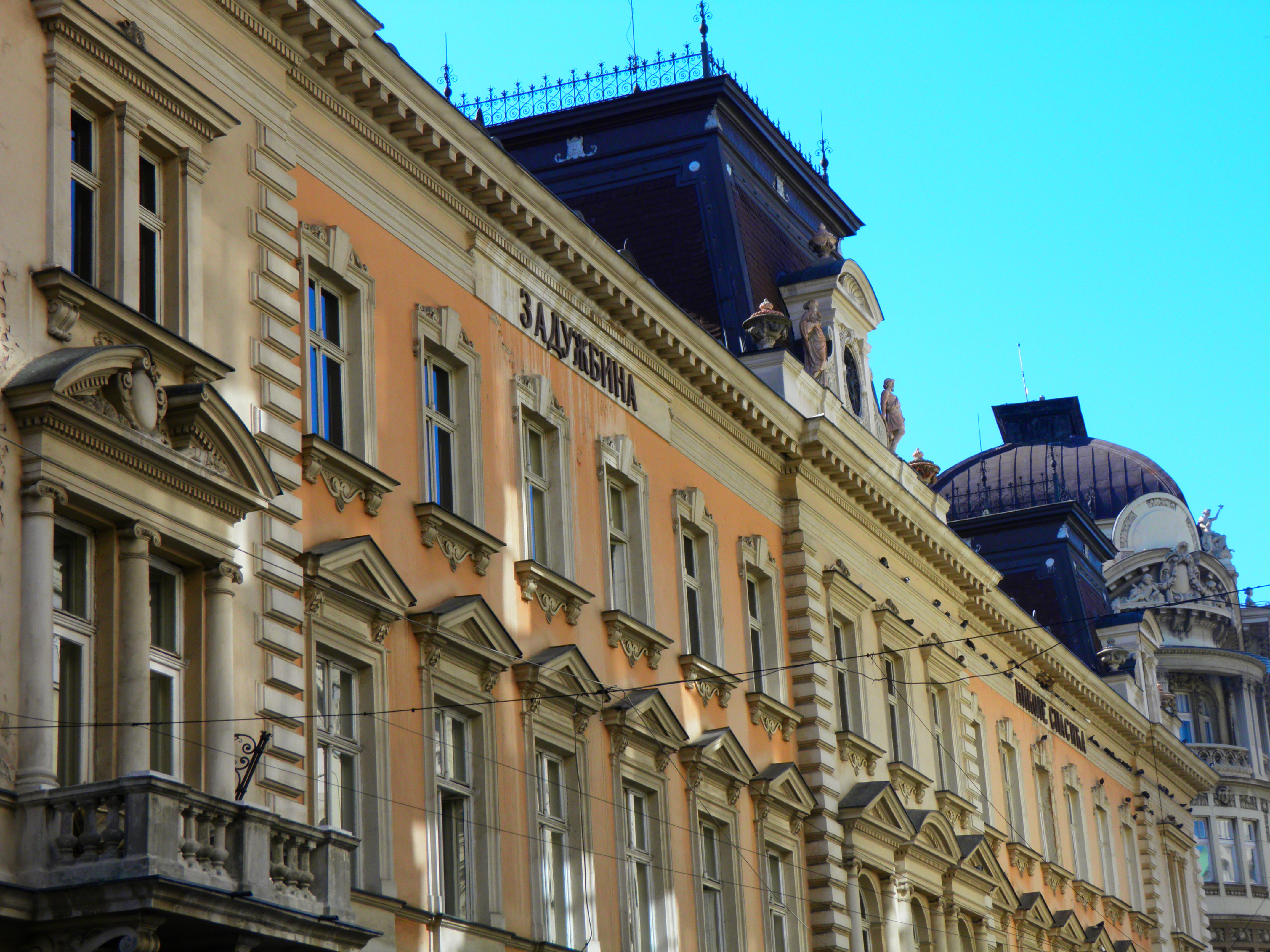
Détail de la façade.

Les murs de l'entrée sont décorés de stucs, avec des paysages peints et des portraits en grisaille, motifs relativement rares à Belgrade à la fin du XIXe siècle. L'escalier de la maison, orné de candélabres, possède des rambardes en fer forgé moulé.
Des travaux de restauration ont été effectués sur l'édifice en 1966, 1972 et 1997.